# Шнаудертал
Шнаудертал (њем. Schnaudertal) општина је у њемачкој савезној држави Саксонија-Анхалт. Једно је од 43 општинска средишта округа Бургенланд. Посједује регионалну шифру (AGS) 15084442.

## Географски и демографски подаци
Површина општине износи 20,7 km². У самом мјесту је, према процјени из 2010. године, живјело 1.042 становника. Просјечна густина становништва износи 50 становника/km².